# Plexippoides yintiaoling
Espèce
Plexippoides yintiaoling est une espèce d'araignées aranéomorphes de la famille des Salticidae.

## Distribution
Cette espèce est endémique de Chine. Elle se rencontre à Chongqing, au Sichuan, au Hunan, au Hubei et au Gansu.

## Description
Le mâle holotype mesure 6,79 mm et la femelle paratype 9,29 mm.

## Systématique et taxinomie
Cette espèce a été décrite par Lu et Wang en 2025.

## Étymologie
Son nom d'espèce lui a été donné en référence au lieu de sa découverte, la réserve naturelle de Yintiaoling.

## Publication originale
- Lu & Wang, 2025 : « Description of one new jumping spider species, with the first description of the female of Thiania longapophysis Yu & Zhang, 2022 from Yintiaoling Nature Reserve, China (Araneae: Salticidae). » Zootaxa, no 5652(1), p. 201-206.